# Pierre Auguste Adet

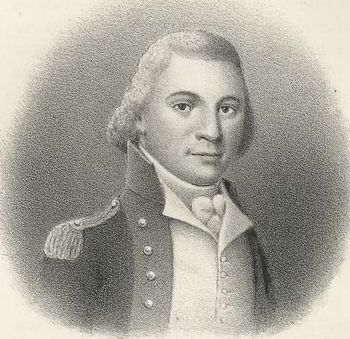
Pierre Auguste Adet

Pierre Auguste Adet (ur. w Nevers 17 maja 1763, zm. w Paryżu w 1832) – francuski dyplomata, w latach 1795–1797 ambasador Francji w USA (ministre plénipotentiaire aux États-Unis). Uczony chemik i członek Trybunału (Tribunat).
Pomagał w badaniach chemicznych Antoine Lavoisierowi i razem z nim wydał Méthode de Nomenclature Chimique.
Jako ambasador w USA okazał się nieudolny. Miał irytujący dla Amerykanów charakter. To między innymi doprowadziło do kryzysu stosunków między Francją a USA.
Opowiadał się za utrzymaniem niewolnictwa, gdyż, jak to ujmował; jest to konieczne dla kolonii i korzystne dla samych niewolników. W roku 1801 został jednym z założycieli Société d'Encouragement pour l'idustrie nationale (Towarzystwa dla rozwoju przemysłu narodowego). Prefekt miasta Nièvre w latach 1803–1809, później radca dworu ds. rachunków (conseiller-maître à la Cour des comptes) w latach 1813-1834. Odznaczony Legią Honorową.